# Dasychira wilemani
Dasychira wilemani är en fjärilsart som beskrevs av Collenette 1933. Dasychira wilemani ingår i släktet Dasychira och familjen tofsspinnare. Inga underarter finns listade i Catalogue of Life.